# 四耕会
四耕会（しこうかい）は1947年11月に京都で結成された前衛陶芸集団である。

## 概要
創立メンバーは宇野三吾、清水卯一、林康夫、鈴木康之らである。1956年まで活動した。
1947年 昭和22年11月17日四耕会発足時のメンバーは、宇野三吾、伊豆蔵寿郎、大西金之助、鈴木康之、藤田作、荒井衆、清水卯一、浅見茂、谷口良三、木村盛和、林康夫。
昭和23年3月9日から13日京都の朝日画廊で『第一回四耕会展』開催。
昭和31年3月8日から14日東京の小原会館で『第八回四耕会東京展』開催まで活動を続けた。最終展でのメンバーは宇野三吾、伊豆蔵寿郎、林康夫。沼田一三、岡本素六、加藤仁、藤田作、雲雀民雄。
リーダー的存在であった、宇野三吾が日本工芸会の立ち上げに参加したことが終了の大きな要因となった。

## 関連リンク
- 日本工芸会
- 走泥社
- 京都伝統陶芸家協会
- 無厭会